# Lucas Prata
Lucas Prata é um cantor, compositor e produtor de dance music estadunidense. Lucas Prata é melhor lembrado por sua canção "And She Said..." que alcançou o primeiro lugar na Dance/Mix Show Airplay, parada oficial da revista Billboard, e #4 na Suécia. Seus outros singles, "Remember (La Di Da)" e "Love of My Life", alcançaram a posição #10 na Dance/Mix Show Airplay.

## Carreira
Iniciou sua carreira como dançarino no programa Club MTV, exibido na MTV. Em 1992 concorreu a vaga de dançarino do cantor George LaMond. Na época esses dançarinos se chamavam Loose Touch. Lucas acabou se tornando um dos dançarinos, permanecendo ao lado de George LaMond durante 11 anos.
Em 1999, lançou "Fly Away", sua primeira canção como cantor. Em 2002, lançou "Let's Get It On". 
Em 2005 lançou a versão em inglês da cançaõ Ma Ya Hi, com participação de Dan Balan. No mesmo ano, lançou "And She Said...", canção que alcançou o primeiro lugar na parada Dance/Mix Show Airplay, da revista Billbard. De acordo com Prata, parte do sucesso dessa canção se deve a participação do mesmo no programa My Super Sixteen, no qual Lucas Prata aparece cantando. O videoclipe da canção contém a participação da modelo CJ Gibson.

## Links
- Discogs
- Site oficial